# ТА-6 (двигатель)
ТА-6 — авиационный вспомогательный одновальный газотурбинный двигатель (ВСУ).
Двигатель предназначен для установки на линейку различных летательных аппаратов военного и гражданского назначения. Используется для долговременного автономного питания на земле или аварийного питания в воздухе электроэнергией самолётных систем и подачи горячего сжатого воздуха в систему кондиционирования, также и для запуска маршевых двигателей летательного аппарата.
Двигатель был разработан в 1964 году в ОКБ Ступинского машиностроительного завода (Ступинское конструкторское бюро машиностроения 3-го Управления ГКАТ или п/я 18), в  соответствии с ПСМ № 1053-353 от 17.11.1967 г. по пр. № 421сс от 12.12.1967 г. Данное КБ было определено головным по разработке бортового энергоузла для нового тогда транспортного самолёта Ил-76.  
С 1966 года двигатель выпускается серийно на Уфимском заводе «Гидравлика» (Уфимское агрегатное объединение «Гидравлика», предприятие п/я Р-6094; в н.в. АО УАП «Гидравлика») . Специально для изготовления этого двигателя на предприятии в Уфе были организованы 2 механических цеха «4Д» и «4К» и механосборочный цех «10Б». 
Этот двигатель получил самое широкое применение на различных самолётах и вертолётах отечественной разработки, а также для аэродромной установки воздушного запуска. На базе основной конструкции двигателя разработан целый ряд модификаций. По состоянию на конец 2020 года этот двигатель эксплуатируется.

## Описание конструкции и работа
(описание дано применительно к модификации двигателя ТА-6А на основании Руководства по технической эксплуатации изд. ТА-6А — ТА6А.000.000 РЭ от 1987 г., с изм. до дек. 1999 г.).
Двигатель устанавливается в негерметичном обогреваемом техническом отсеке основного изделия на трёх точках крепления и подключается к самолётным коммуникациям и системам. Для выполнения монтажно-демонтажных работ двигатель имеет две такелажные точки подвески.
Двигатель состоит из:
- трёхступенчатого диагонально-осевого компрессора
- трёхступенчатой осевой турбины
- противоточной осевой камеры сгорания
- редуктора

Двигатель включает следующие системы:
- автоматическую топливную систему
- систему запуска и зажигания
- воздушную систему
- масляную систему
- систему выхлопа
- систему управления и контроля

Назначение систем:
- Топливная система обеспечивает полностью автоматическую подачу топлива в двигатель в процессе запуска и раскрутки до частоты холостого хода, а также поддержание постоянной частоты вращения ротора на установившихся режимах работы. Никаких механических органов управления топливной системой и двигателем нет.
- Система запуска служит для раскрутки ротора, воспламенения топлива и самостоятельного выхода двигателя на рабочие обороты холостого хода.
- Воздушная система предназначена для предотвращения помпажа при запуске и на всех режимах работы, а также для отбора воздуха на охлаждение генераторов, воздушно-масляного радиатора и в систему объекта. Для продува генераторов и ВМР служит вентилятор с системой воздуховодов. Заслонка отбора воздуха от ВСУ открывается электромеханизмом МПК-13ТВ (БТВ) регулятора воздуха РВ-6Б.
- Масляная система служит для смазки и охлаждения опор двигателя и редуктора.
- Система выхлопа предназначена для отвода выхлопных газов в забортное пространство объекта.
- Система управления и контроля обеспечивает автоматический запуск двигателя и поддержание его работы на эксплуатационных режимах, контроль основных параметров работы и автоматическое прекращение работы (оста́нов) при выходе режимов за эксплуатационные допуски.

Общий принцип работы ВСУ:
В компрессоре происходит сжатие засасываемого двигателем воздуха. После компрессора сжатый воздух поступает в газосборник. Основная часть воздуха из газосборника  направляется в камеру сгорания, меньшая его часть поступает через регулятор воздуха РВ-6 в улитку выхлопного патрубка и далее сбрасывается в атмосферу, либо воздух  подается потребителям. 
Часть воздуха поступает для охлаждения стенок камеры сгорания, а также смешивается с выхлопными газами, понижая температуру потока на входе в турбину до допустимой. В камере сгорания происходит получение тепловой энергии за счёт сжигания топлива в потоке сжатого воздуха. 
Продукты сгорания подаются на вход турбины, где преобразуются в механическую энергию, используемую для привода компрессора и агрегатов, установленных на редукторе двигателя. На редукторе установлены: 
- топливный насос-регулятор двигателя 892АМ
- генератор переменного тока ГТ40ПЧ6
- стартер-генератор постоянного тока ГС-12ТО
- маслонасос двигателя МН-4В
- датчик оборотов ротора (датчик тахометра) ДТЭ-5Т
- вентилятор В-6Б
- суфлёр центробежный

Система и программа запуска (упрощенно) включает регулятор запуска 892А.1000БМ, стартер-генератор ГС-12ТО, в режиме запуска работающий как электромотор, автоматическую панель запуска АПД-30А (программно-временной механизм), панель стартер-генератора ПСГ-6 (включающая пусковое сопротивление ПС-200-0,12, угольный регулятор тока возбуждения РУТ-400 и силовые контакторы); радиоизотопный агрегат зажигания СКН-22-1 и две полупроводниковые свечи СП-43 или СП-70.
Регулятор запуска предназначен для автоматического изменения расхода топлива, поступающего от насоса-регулятора в пусковой и основной коллекторы по времени, температуре окружающей среды и тепловому состояния двигателя в процессе запуска и разгона двигателя. 
В момент нажатия кнопки ЗАПУСК в работу включается стартер-генератор, который через пусковое сопротивление страгивает и начинает раскручивать ротор двигателя. На 2 секунде с начала программы запуска пусковое сопротивление шунтируется и стартер-генератор подключается к сети напрямую, начиная интенсивную раскрутку.
Зажигание топливно-воздушной смеси производится от электрического разряда двух полупроводниковых свечей в двух воспламенителях на 4 секунде с начала программы запуска. Электрические импульсы высокого напряжения вырабатываются агрегатом зажигания СКН-22-1. Горящее топливо воспламенителей поджигает распылённое пусковое топливо в шести пусковых форсунках. Работающие пусковые форсунки разогревают своим пламенем испарительные трубки коллектора основного топлива. 
Основное топливо начинает подаваться на 8 секунде от начала программы запуска, также включается в работу угольный регулятор тока панели ПСГ-6, поддерживая ток в обмотке возбуждения стартер-генератора и не давая уменьшить интенсивность раскрутки.
На 15 секунде выключается агрегат зажигания и свечи. При достижении оборотов двигателя 45% отключается генератор из стартерного режима, далее двигатель раскручивается за счёт горения топлива. При достижении частоты вращения 90% отключается пусковое топливо и выключается регулятор запуска 892А.1000БМ. При достижении ротором двигателя частоты вращения 99% двигатель становится под контроль центробежного регулятора. Если двигатель не вышел на рабочие обороты, то программа запуска прерывается на 44 секунде.
После двухминутного прогрева двигателя на режиме холостого хода к нему можно подключать нагрузку. В не терпящих отлагательства случаях нагрузку можно включать сразу после выхода двигателя на режим.
Краткое описание отдельных агрегатов и аппаратуры ВСУ ТА-6А.
- Генератор переменного тока Г40ПЧ6 - трёхфазная восьмиполюсная синхронная бесщёточная электрическая машина со встроенным возбудителем и вращающимся блоком выпрямителей. Генератор работает на стабильной частоте вращения 6000 об/мин, отдавая в сеть переменный трёхфазный ток с линейным напряжением 208 вольт частотой 400 гц. Долговременная нагрузка генератора - 40 кВ·А, перегрузочная нагрузка в течение не более 5 минут - 60 кВ·А. В паре с генератором работает блок регулятор напряжения БРН-208М7А и блок защиты и управления БЗУ-376СБ. Охлаждение генератора - воздушное.
- Стартер-генератор постоянного тока ГС-12ТО предназначен для раскрутки ВСУ при запуске в стартерном режиме. При холодной прокрутке двигателя ТА-6А на оборотах 19% и падении напряжения в сети до 20 вольт он должен выдавать не менее 8-10 л.с., со средним потребляемым током в пределах 500 ампер. Максимальное потребление в пиковом режине не должно превышать 2500 ампер. В генераторном режиме генератор отдаёт в сеть напряжение постоянного тока, регулируемое (вручную) в пределах 26,5-30 вольт, с долговременной мощностью до 12 кВт, номинальный ток 450 ампер. Охлаждение генератора — воздушное.
- Агрегат зажигания СКН-22-1 - ёмкостного разряда. Состоит из индукционных катушек с прерывателями, накопительных конденсаторов, двух разрядников Р-26 с радиоактивными изотопами, селеновых выпрямителей. Агрегат обеспечивает не менее 15 разрядов в секунду по полупроводниковому слою свечи с напряжением 7000-8000 вольт. ПРЕДУПРЕЖДЕНИЕ: мощность дозы бета- и гамма- излучения на корпусе агрегата не превышает допустимых санитарных норм. Данный агрегат не ремонтопригоден, запрещается: ударять, бросать, вскрывать или нарушать целостность корпуса во избежание радиоактивного заражения.
- Вентилятор В-6Б предназначен для принудительного охлаждения забортным воздухом генераторов ВСУ и продува масляного радиатора. Привод вентилятора от редуктора ВСУ через рессору.
- Регулятор напряжения сети постоянного тока РН-180М служит для автоматического поддержания напряжения на клеммах генератора в заданных пределах (26,5-29,5 в). Номинальное напряжение в бортовой сети объекта 28,5 вольт. С регулятором работает выносное сопротивление ВС-25ТВ в кабине экипажа, служащее для подрегулировки при необходимости.
- Автомат защиты от перенапряжения АЗП-8М служит для аварийного отключения генератора от сети при перевозбуждении генератора или любых отказах регулятора напряжения.
- Тахометрическая сигнальная аппаратура ТСА-6М предназначена для выдачи в панель запуска четырёх дискретных сигналов оборотов двигателя: 45%, 70%, 90% и 105%, а также для непрерывного измерения частоты вращения ротора (в процентах). Комплект состоит из измерителя ИТА-6М и преобразователя ПТА-6М.
- Система измерения температуры газов за турбиной включает сигнализаторы опасной температуры СОТ-2 (2 к-та), четыре термопары Т-101, измеритель температуры ТСТ-2. Система предназначена для аварийного прекращения запуска при забросе температуры, аварийного останова двигателя по превышению температуры и визуальной индикации в кабине объекта текущей температуры газов и перегрева сопла.
- Термометр сопротивления универсальный электрический ТУЭ-48 предназначен для дистанционного контроля температуры масла в двигателе. Комплект включает приёмник (термочувствительный элемент) П-2ТР в маслобаке двигателя и измеритель (указатель) в кабине объекта.
- Сигнализатор уровня масла СУ3-17Т предназначен для контроля минимального уровня масла (2,5 литра) в маслобаке двигателя. При минимальном уровне запуск блокируется, при работающем двигателе происходит его автоматическое отключение.
- Сигнализатор давления масла МСТ-3-2 служит для аварийного прекращения запуска или останова двигателя при падении давления в маслосистеме ниже заданного уровня (3,2 кгс/см2).

## Характеристики (ТА-6А)
- Стабилизированная частота вращения ротора на режиме холостого хода — 23950±120 об/мин, что соответствует показаниям указателя оборотов 99,5±0,5 %
- Допустимый диапазон частоты вращения ротора под нагрузкой — 97÷101 % (по указателю)
- Температура газов за турбиной:
  - На режиме холостого хода, не более — 460 С°
  - Под нагрузкой, не более — 550 С°
  - Заброс при запуске, не более — 680 С°
- Эквивалентная воздушная мощность — 320 л.с. при расходе воздуха 1,35 кг/с
- Отбираемая мощность переменного трёхфазного тока 208 в — до 40 кВ·А
- Отбираемая мощность постоянного тока 28,5 в — до 12 кВ
- Высотность запуска — до 3000 м
- Расход топлива на режиме холостого хода — 160-190 кг/ч
- Расход топлива при полной нагрузке (воздух и электроэнергия) — 190-240 кг/ч
- Применяемые топлива — ТС, РТ и их зарубежные аналоги
- Применяемые масла для двигателя — минеральные МК-8, МС-8П; синтетические ИПМ-10, ВНИИ НП-50-1-4Ф и их зарубежные аналоги
- Уровень шума двигателя на расстоянии 3 м от выхлопного патрубка — не более 100 PN dB
- Потребляемый средний ток при запуске двигателя, не более — 600 А
- Время автоматического цикла запуска двигателя, не более — 45 сек
- Продолжительность непрерывной работы двигателя, не более — 8 час.
- Габаритные размеры — 1585 × 620 × 735 мм
- Масса — 245 кг

## Модификации
- ТА-6 — базовое изделие, разработан в 1964 году.
- ТА-6А — разработан для самолётов типа Ил-76, Ту-154 и Ту-22М. Помимо генератора постоянного тока ГС-12ТО, установлен бесщёточный генератор переменного тока типа ГТ40ПЧ6, вырабатывающий ток напряжением 208/115 вольт частотой 400 гц, с максимальной отдаваемой мощностью 40 кВт.
- ТА-6А1 — модификация 1964 года для самолётов типа Ан-22. Оборудован системой отбора воздуха в аварийном режиме.
- ТА-6Б — разработан в 1969 году для боевых самолётов и вертолётов. Вместо ГТ40ПЧ6 и ГС-12ТО установлен один стартёр-генератор ГС-24 мощностью 24 кВт. Продолжительность непрерывной работы увеличена до 24 часов.
- ТА-6В — разработан в 1975 году для самолётов типа Як-42.
- ТА-8 — (см. отдельную статью) отдельная модификация, создана для самолётов типа Ту-134 с первичной бортовой сетью постоянного тока. На этом двигателе отсутствует генератор переменного тока. Масса двигателя в сборе 186 кг.
- ТА-8В — модификация для вертолёта Ми-26, также устанавливался на Ан-72. Отличается наличием в конструкции генератора трёхфазного переменного тока типа ГТ40ПЧ6.
- ТА-8К — разработан в 1987 году для вертолётов типа Ка-31. Имеет дополнительный генератор переменного тока ГТ60ПЧ8Б (60 кВТ) и вентилятор В-6Б.
- ТА-12 — (см. отдельную статью) отдельная модификация, созданная на базе ТА-6. Имеет более мощный турбоагрегат с 4-ступенчатым компрессором. Используется для самолётов типа Ан-74, Ан-124, Ту-95МС
- ТА-12А — модификация для Ту-160, А-40, и в качестве замены на ряде типов двигателя ТА-6А.
- ТА-12-60 — глубокая модификация, выпущена в 1986 году для самолётов Ту-204, Ту-334, Бе-200. Оборудован электростартером СТ-117 и генератором переменного тока ГТ60ПЧ8Б.